# Thermophilie
Thermophilie (von altgriechisch θερμός thermós „warm“ sowie φίλος phílos „liebend“) ist die Eigenschaft von Lebewesen, insbesondere Mikroorganismen, hohe Temperaturen (45–80 °C) zu bevorzugen. Lebewesen mit dieser Eigenschaft werden als thermophil bezeichnet. Wenn  der bevorzugte Temperaturbereich oberhalb von 80 °C liegt, dann spricht man von hyperthermophilen Lebewesen. Wenn sie in der Lage sind höhere Temperaturen vorübergehend zu ertragen, nennt man sie thermotolerant, wenn sie bei höheren Temperaturen auch vermehrungsfähig sind, nennt man sie thermotroph.
Organismen, die trockene warme Lebensräume bevorzugen, nennt man xerothermophil (altgriechisch ξηρός xērós, deutsch ‚dürr, trocken‘).

## Thermophile Organismen
Thermophile Organismen finden sich insbesondere unter den Archaeen sowie (seltener) bei den Bakterien. Ihre Proteine sind thermostabil und denaturieren langsamer. Für manche Archaeen liegen die optimalen Lebensbedingungen erst bei weit über 70 °C; sie leben vor allem in heißen Quellen und Geysiren. Einige thermophile Bakterien und Pilze (z. B. Chaetomium thermophilum) besiedeln bevorzugt Komposthaufen, in deren Innern durch Verrottungsprozesse die Temperatur auf über 45 °C gestiegen ist.

## Lebensräume
In der Tiefsee gibt es in Gebieten mit vulkanischer Aktivität – vor allem an mittelozeanischen Rücken – Ökosysteme, bei denen die Wassertemperaturen aufgrund einer Erhitzung durch aufsteigendes Magma und des hohen hydrostatischen Drucks sogar 100 °C übersteigen, die aber dennoch eine reichhaltige Biozönose enthalten. Als derzeitige Spitzenreiter unter den hyperthermophilen Mikroorganismen gelten das Archaeon Strain 121, das noch bei 121 °C ihre Population alle 24 Stunden verdoppelt (entdeckt 2003 an einem Schwarzen Raucher im Juan-de-Fuca-Rücken), und das Archaeon Methanopyrus kandleri, das auch bei 122 °C wachsen kann (1991 entdeckt an einem Schwarzen Raucher im Golf von Kalifornien). Damit lösen diese den vormaligen Rekordhalter, das Archaeon Pyrolobus fumarii ab, der bis maximal 113 °C zu wachsen in der Lage ist. An den Schloten Schwarzer Raucher lebt auch der Wurm Alvinella pompejana, der in seinem Lebensraum Temperaturen von bis zu 80 °C toleriert und damit den Rekord unter den thermophilen Eukaryoten hält.

## Maximale Temperatur für Lebewesen
Man nimmt an, dass die absolute Temperaturobergrenze für Leben jeglicher Art bei etwa 150 °C liegt, da bei höheren Temperaturen die DNS (der Träger der Erbinformation) mit so hoher Geschwindigkeit durch Hydrolyse zerfällt, dass jedes aktuell bekannte DNS-Reparatursystem damit überfordert wäre. Bärtierchen sind in der Lage, unter gewissen Voraussetzungen und mit einer gewissen Wahrscheinlichkeit Temperaturen bis zu 151 °C zu überleben und bestätigen damit vorläufig diesen Grenzbereich. Dennoch kann niemand mit letzter Sicherheit die Existenz von sogenannten ultrathermophilen Organismen ausschließen. Diese derzeit noch hypothetischen Lebewesen könnten Mechanismen entwickelt haben, mittels derer sie bei noch höheren Temperaturen überleben, wie sie z. B. in manchen Heißwasserquellen vorzufinden sind, in deren Nähe Kolonien von Pyrolobus fumarii existieren; dort wurden Temperaturen von bis zu 350 °C gemessen.

## Anwendungen
In der technischen Mikrobiologie (Biotechnologie) laufen bakterielle Prozesse dann bei thermophilen Bedingungen, wenn sie bei über 50 °C ablaufen. Liegen die Temperaturen darunter, spricht man von mesophilen Bedingungen (30–40 °C) bzw. psychrophilen Bedingungen (unter 20 °C). Sowohl die Gärung als auch die Kompostierung können bei thermophilen Bedingungen betrieben werden.
Viele Enzyme thermophiler Bakterien werden heute in verschiedenen technischen Prozessen verwendet, z. B. Proteasen oder Lipasen in Waschmitteln (Waschmittelenzyme). Eine thermostabile DNA-Polymerase wird bei der Polymerase-Kettenreaktion (PCR) verwendet.